# Médaille du Mariage du Prince Héritier
La Médaille du Mariage du Prince Héritier (ou Médaille commémorative du Mariage du Prince Héritier) est une distinction honorifique de l'empire de Corée, créée par l'empereur Kojong, il célèbre le mariage de son fils aîné le prince Sunjong du 24 janvier 1907 avec Yun Jeung-sun (en).

## Histoire
Le 24 janvier 1907, le prince Sunjong se marie avec Yun Jeung-sun (en), qui avait 14 ans. Plus tard dans la même année, le prince Sunjong, deviendra l'empereur Yunghui, et Yun Jeung-sun l'impératrice Sunjeonghyo.

## Apparence
La médaille représente deux colombes se faisant face avec leurs becs se touchant,.
Sur le revers, il est inscrit « Grand Empire de Corée, Son Altesse le Prince Héritier Prince, Cérémonie de mariage, Médaille commémorative, Gwangmu 11, 1er mois, 24ème jour ».
La médaille mesure 65 mm de diamètre.
Le ruban est en soie moirée, il mesure 36 mm de largeur totale. Les bandes rouges mesurent 6 mm, les bleues 6 mm et la jaune au centre 12,5 mm.

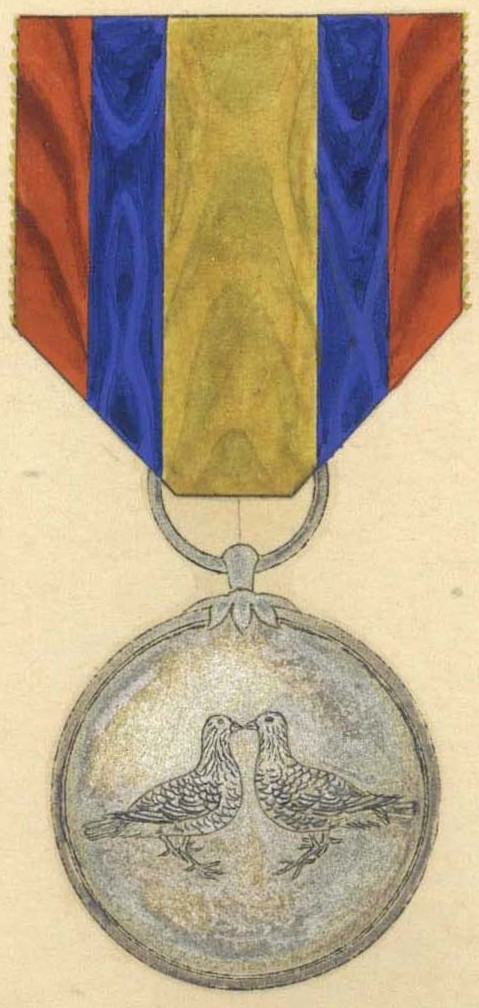
Avers de la médaille
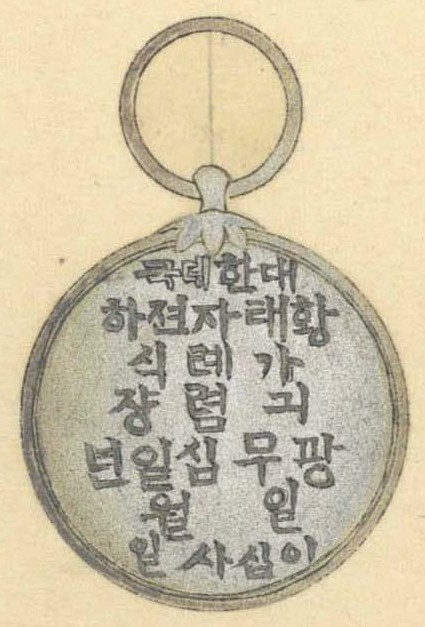
Revers de la médaille
Ruban de la médaille

## Grades
Cette distinction est composée de trois classes :
- la 1re classe réservée à l'empereur et sa famille (médaille en or)
- la 2e classe pour les nobles et officiers (médaille en argent[2])
- la 3e classe pour les roturiers, jeunes fonctionnaires et autres grades (médaille en bronze[2])